# Karen Muradian
Karen Muradian (orm. Կարեն Մուրադյան; ur. 1 listopada 1992 w Giumri) – ormiański piłkarz grający na pozycji pomocnika.

## Kariera klubowa
Muradian od początku profesjonalnej kariery jest zawodnikiem klubu Szirak Giumri.

## Kariera reprezentacyjna
W reprezentacji Armenii zadebiutował 5 lutego 2013 roku w towarzyskim meczu przeciwko Luksemburgowi. Na boisku przebywał do 80 minuty meczu.
| Mecze i gole w reprezentacji | Mecze i gole w reprezentacji | Mecze i gole w reprezentacji | Mecze i gole w reprezentacji | Mecze i gole w reprezentacji | Mecze i gole w reprezentacji | Mecze i gole w reprezentacji |
| #                            | Data                         | Stadion                      | Rywal                        | Wynik                        | Gol                          | Rozgrywki                    |
| 2013                         | 2013                         | 2013                         | 2013                         | 2013                         | 2013                         | 2013                         |
| ---------------------------- | ---------------------------- | ---------------------------- | ---------------------------- | ---------------------------- | ---------------------------- | ---------------------------- |
| 1.                           | 05.02.2013                   | Valence, Francja             | Luksemburg                   | 1:1                          | 0                            | towarzyski                   |
| 2.                           | 26.03.2013                   | Erywań, Armenia              | Czechy                       | 0:3                          | 0                            | El. MŚ 2014                  |

## Sukcesy
Szirak
- Mistrzostwo Armenii: 2013
- Puchar Armenii: 2012
- Superpuchar Armenii: 2013